# 1570 Brunonia
1570 Brunonia eller 1948 TX är en asteroid i huvudbältet, som upptäcktes den 9 oktober 1948 av den belgiske astronomen Sylvain Arend i Uccle. Den har fått sitt namn efter Brown University.
Asteroiden har en diameter på ungefär 12 kilometer och den tillhör asteroidgruppen Koronis.